# Andrea Eckert
Andrea Eckert (née le 17 septembre 1958 à Baden) est une actrice autrichienne.

## Biographie
Eckert fait d'abord des études de lettres à Paris avant de vouloir devenir actrice. Elle suit des cours de 1978 à 1981 auprès de Dorothea Neff et Eva Zilcher. Elle joue au Burgtheater de 1982 à 1986, au Landestheater Linz, au festival de Bad Hersfeld, à l'Ensembletheater, au Schauspielhaus de Vienne ainsi que dans des spectacles solos. Elle a un engagement au Volkstheater de Vienne. Elle tournera des documentaires sur des personnalités comme Walter Schmidinger, Eric Pleskow ou Josefine Hawelka.
En septembre 2011, Eckert présente au Volkstheater en compagnie de Dorothea Neff la pièce Du bleibst bei mir de Felix Mitterer.
En décembre 2015, elle devient l'intendante du Raimundspiele Gutenstein.

## Filmographie sélective
Cinéma
- 1989 : Weiningers Nacht
- 1992 : Les Enfants de la grande route (de)
- 1995 : Freispiel
- 1995 : Before Sunrise
- 1997 : Love in Paris
- 1998 : Hinterholz 8
- 1999 : Die Häupter meiner Lieben
- 2001 : Heidi

Téléfilms
- 1997 : Das ewige Lied
- 2002 : Ein Hund kam in die Küche
- 2003 : L'Hiver des enfants (de)
- 2005 : Un amour en éveil
- 2005 : Pour l'amour du ciel
- 2005 : Quand l'amour vous joue des tours
- 2008 : Un rêve évanoui
- 2011 : Nina sieht es …!!!
- 2011 : Ma nounou brésilienne
- 2012 : Oma wider Willen
- 2012 : Mariage sans frontières
- 2013 : Et si j'étais une femme...

Séries télévisées
- 1994 : Polizeiruf 133: Lauf, Anna, lauf!
- 1995 : Polizeiruf 133: Abgründe
- 2001 : Polizeiruf 110: Fluch der guten Tat
- 2005 : Les Enquêtes d'Agathe : Mord im Kloster
- 2009 : Geld Macht Liebe
- 2011 : Lilly Schönauer – Liebe mit Hindernissen

## Source de la traduction
- (de) Cet article est partiellement ou en totalité issu de l’article de Wikipédia en allemand intitulé « Andrea Eckert » (voir la liste des auteurs).